# Joseph-Henri Altès

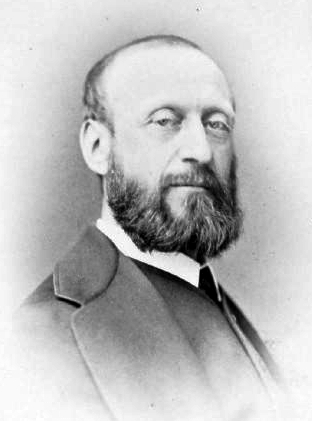
Joseph-Henri Altès

Joseph-Henri Altès (Rouen, 18 januari 1826 – Parijs, 24 juli 1895 [sommige bronnen geven als sterfdatum 8 juli 1899]) was een Frans fluitist en componist.
Altès werd geboren als zoon van een soldaat. Hij begon met fluitspelen toen hij 10 jaar oud was. Vanaf december 1840 studeerde hij aan het Parijse Conservatorium. Hij had les bij Jean-Louis Tulou, aanvankelijk op een 4-kleppenfluit, die hij later verwisselde voor een model van Theobald Böhm. Op de concoursen van het conservatorium haalde hij een tweede prijs in 1841 en een eerste prijs in 1842. Van 1848 tot 1872 was hij de eerste fluitist van de Parijse Opera. In 1868 volgde bij Louis Dorus op als docent aan het Parijse Conservatorium, waar hij zou blijven tot 1893. Hij gaf les aan onder anderen Georges Barrère.
Altès gaf een nog altijd bekende methode uit voor de Böhmfluit, de Célèbre Méthode Complète en liet daarnaast ongeveer 40 composities na, waaronder veel transcripties en fantasieën op operamotieven. 
Altès was bevriend met de schilder Edgar Degas, die hem portretteerde. Hij staat ook op diens schilderij L'orchestre de l'Opéra (te zien in het Musée d'Orsay).

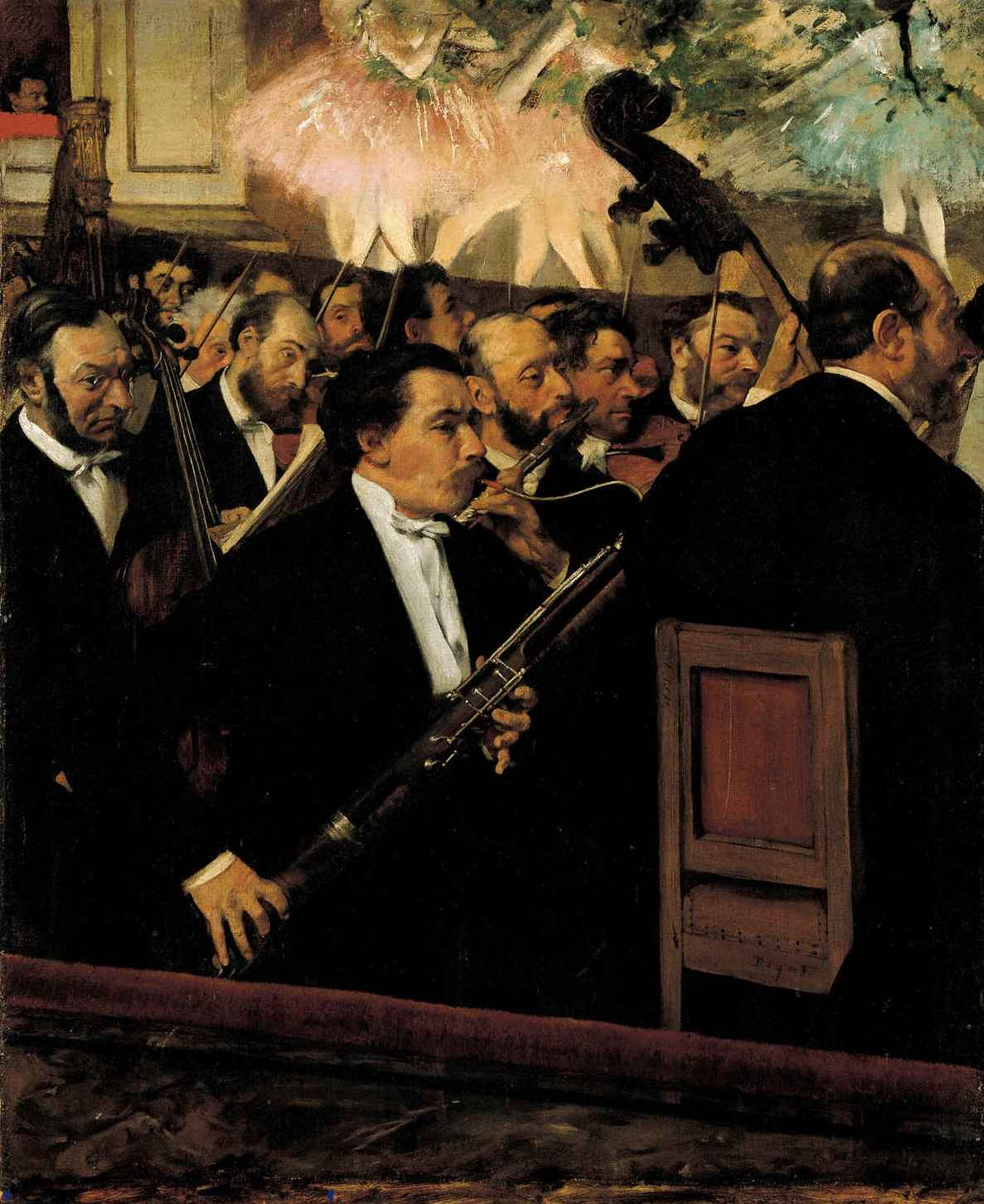
Edgar Degas: L'orchestre de l'Opéra, met Altès als fluitist

- Bibsys: 5097036
- Biblioteca Nacional de España: XX1059667
- Bibliothèque nationale de France: cb139304763 (data)
- Catàleg d'autoritats de noms i títols de Catalunya: 981058608233506706
- CiNii: DA12092651
- Gemeinsame Normdatei: 130595845
- International Standard Name Identifier: 0000 0001 0799 1626
- Library of Congress Control Number: n88630731
- Nationale Bibliotheek van Letland: 000298576
- MusicBrainz: 7572dd3c-e58d-4fde-bb4b-d683ea91a75f
- Bibliotheek van het Japanse parlement: 01086517
- Nationale Bibliotheek van Israël: 987007399218605171
- Nederlandse Thesaurus van Auteursnamen: 102578893
- Istituto Centrale per il Catalogo Unico: CFIV147853
- Système universitaire de documentation: 156410842
- Virtual International Authority File: 37180526
- WorldCat: E39PBJbCVbGhjPxtQgjMq3bTpP